# ARC (формат файла)
ARC — формат сжатия данных без потерь и архивации файлов от System Enhancement Associates. Файл в этом формате обычно имеет расширение .arc, .ark или .sue и хранит в сжатом или несжатом виде один или несколько файлов, которые можно извлечь из архива путём распаковки с помощью специальной программы.
На настольных системах использовался в основном в конце 1980-х — начале 1990-х годов до появления ZIP. Был популярен в сетях BBS, а также Фидонет.
В настоящее время архивы с таким расширением используются архиватором FreeArc (несовместимы со старым форматом ARC и не имеют с ним ничего общего).